# Никущак
Никущак (на македонска литературна норма: Никуштак; на албански: Nikushtaku, Никущаку) е село в Северна Македония, в община Липково.

## География
Селото е разположено в западните поли на Скопска Църна гора в областта Жеглигово. Намира се на пътя между Куманово и Скопие. Никущак е село от сбит тип.

## История
Йован Трифуноски пише, че според предания на мюсюлманското население то се е заселило в Никущак към 1810 година (130 години преди изследването). Преди това в селото е живяло православно славянско население, което се е разселило. Най-ранните мюсюлмански родове са се преселили от Северна Албания или Метохия. През 40-те години на ХX век като най-стари се възприемат родовете Сюлейманови от племето Бериша, Кука от племето Шаля, рода на братята Есреф, Додж и Рушан от племето Гаш. По-късно се заселват и родовете Майче и Лезна от племето Бериша, Оджалар, Яшарови, Брамет и Зилфеве от племето Шаля.
В 1861 година Йохан фон Хан на етническата си карта на долината на Българска Морава отбелязва Никущак като албанско село. В края на XIX век Никущак е албанско село в Кумановска каза на Османската империя. Според статистиката на Васил Кънчов („Македония. Етнография и статистика“) от 1900 г. Никущак е село, населявано от 400 арнаути мохамедани.
След Междусъюзническата война в 1913 година селото влиза в границите на Сърбия.
По време на българското управление на Вардарска Македония през Първата световна война Никущак е част от Матейшка община в Кумановска околия и има 760 жители.
На етническата си карта от 1927 година Леонард Шулце Йена показва Никощак (Nikoštak) като албанско село.
Според преброяването от 2002 година селото има 1748 жители.
| Националност     | Всичко |
| северномакедонци | 1      |
| албанци          | 1744   |
| турци            | 0      |
| роми             | 0      |
| власи            | 0      |
| сърби            | 0      |
| бошняци          | 0      |
| други            | 3      |